# Лоу, Фредерик
Фредерик Лоу (Frederick Loewe, имя при рождении Фриц Лёве, Fritz Löwe; 10 июня 1901, Берлин — 14 февраля 1988, Палм-Спрингс, Калифорния) — американский композитор австро-немецкого происхождения. Его мюзикл «Моя прекрасная леди» (1956) вошёл в сокровищницу мировой музыкальной культуры.

## Биография
Фриц Лёве родился в Берлине (Германия) 10 июня 1901 года, в семье артиста оперетты. Его талант ярко проявился уже в детстве: в пять лет он играл на пианино, в семь писал музыку для выступлений отца, а в 13 стал самым юным солистом оркестра Берлинской филармонии. В 15-летнем возрасте Лоу написал сразу же ставшей популярной песню «Катрина», ноты которой были распроданы в количестве более одного миллиона экземпляров.
В 1924 году Лоу переехал в США, однако до того как американские продюсеры сумели по достоинству оценить его музыкальное дарование, ему пришлось перепробовать немало самых разнообразных профессий. В частности, он работал тапером, сельскохозяйственным рабочим, золотоискателем и даже выступал как боксер в категории «веса пера». В Америке композитор взял себе имя Фредерик.
Первый успех пришёл лишь в 1947 году после мюзикла «Бригадун». Но подлинный триумф настал в 1956 году, когда был написан мюзикл «Моя прекрасная леди», по которому в 1964 году был поставлен фильм (с Одри Хепбёрн в главной роли), получивший 8 премий «Оскар». Но сам Лоу не выдвигался ни по одной музыкальной категории, а приз получил человек, переложивший музыку для фильма. Свой приз Лоу получил в 1959 году за лучшую песню к фильму «Жижи» (фильм, кстати, завоевал 9 «Оскаров»). В 1975 году Лоу стал номинантом по двум категориям за музыку к фильму «Маленький принц».

## Творчество

### Мюзиклы
- 1937: Salute to Spring (mit Crooker)
- 1938: Great Lady' (mit Crooker)
- 1942: Life of the Party (Neufassung von Salute to Spring)
- 1943: What’s Up?
- 1945: The Day Before Spring
- 1947: Бригадун[3] (Brigadoon; экранизация в 1954; ТВ-версия в 1966, с Питером Фальком)
- 1951: Золото Калифорнии (Paint Your Wagon; экранизация в 1969)
- 1956: Моя прекрасная леди (My Fair Lady; экранизация в 1964)
- 1958: Жижи (Gigi; первоначально киномюзикл, сценическая обработка в 1973)
- 1960: Камелот (Camelot; экранизация в 1967; телеверсия в 1982)

### Музыка к кинофильмам
- 1974: Маленький принц (The Little Prince)

### Роли в кино
Городской тост (сериал) (1948—1971)
Toast of the Town … играет самого себя

## Награды и премии
- Оскар, 1975 год

Номинации:
Лучшая песня («Маленький принц»)
Лучшая музыкальная адаптация («Маленький принц»)
- Оскар, 1959 год

Победитель:
Лучшая песня («Жижи»)
- Золотой глобус, 1975 год

Победитель:
Лучший саундтрек («Маленький принц»)
Номинации:
Лучшая песня («Маленький принц»)
- Золотой глобус, 1968 год

Победитель:
Лучшая песня («Камелот»)
Лучший саундтрек («Камелот»)

## Известные афоризмы
«Я не люблю свою музыку, но что значит мое мнение по сравнению с мнением миллионов?»